# Kateřina Janečková
Kateřina Janečková (* 7. Mai 1983 in Šumperk, Tschechoslowakei) ist eine tschechische Schauspielerin.

## Leben
Kateřina Janečková wurde 1983 in Šumperk geboren, einer Stadt im Nordosten des heutigen Tschechiens. 1995 hatte sie ihre erste Rolle in der Miniserie Když se slunci nedaří. Sie begann 1998 am Prager Konservatorium Musik und Schauspiel zu studieren, ihren Abschluss machte sie dann am Janáček-Konservatorium in Ostrava. Im Anschluss hatte sie für zwei Spielzeiten ein Engagement am Horácké divadlo in Jihlava. 2005 machte sie sich als freischaffende Theater- und Filmschauspielerin selbständig, sie arbeitet in Prag und gastiert dort und in der Region an mehreren Theatern.
2015 beendete sie ein Pantomimestudium an der Fakultät für Musik (HAMU) der Akademie der musischen Künste in Prag. Von 2016 bis 2018 lehrte sie Bühnenbewegung und Pantomime an der Vyšší odborná škola herecká. Seit 2017 gibt sie auch Workshops.
Im Fernsehen wurde sie durch die Serie Ošklivka Katka bekannt, in der sie eine Hauptrolle spielte. Für ihre Rolle in dem Film Nationalstraße (im Original Národní trída) wurde sie 2020 für den Český lev („Böhmischer Löwe“) als Beste Nebendarstellerin nominiert.

## Filmografie
- 2000: Der Blumenstrauss (Kytice)
- 2008–2009: Ošklivka Katka
- 2019: Nationalstraße (Národní trída)